# Appendiculati
Appendiculati Konrad & Maubl. ex Lannoy & Estadès, česky1) žluté hřiby, žlutohřiby, zlatohřiby či lidově žluťáky, jsou sekcí rodu hřib (Boletus). Vyznačují se velkými boletoidními plodnicemi, žlutou dužninou a příjemnými senzorickými vlastnostmi (chuť, vůně). Řadí se k tzv. barevným hřibům.
1) česká označení se objevují spíše ve starší literatuře a jsou poměrně nejednotná – aktuální mykologické publikace zpravidla uvádějí pouze odborný (latinský) název.

## Znaky
Plodnice jsou boletoidního tvaru.

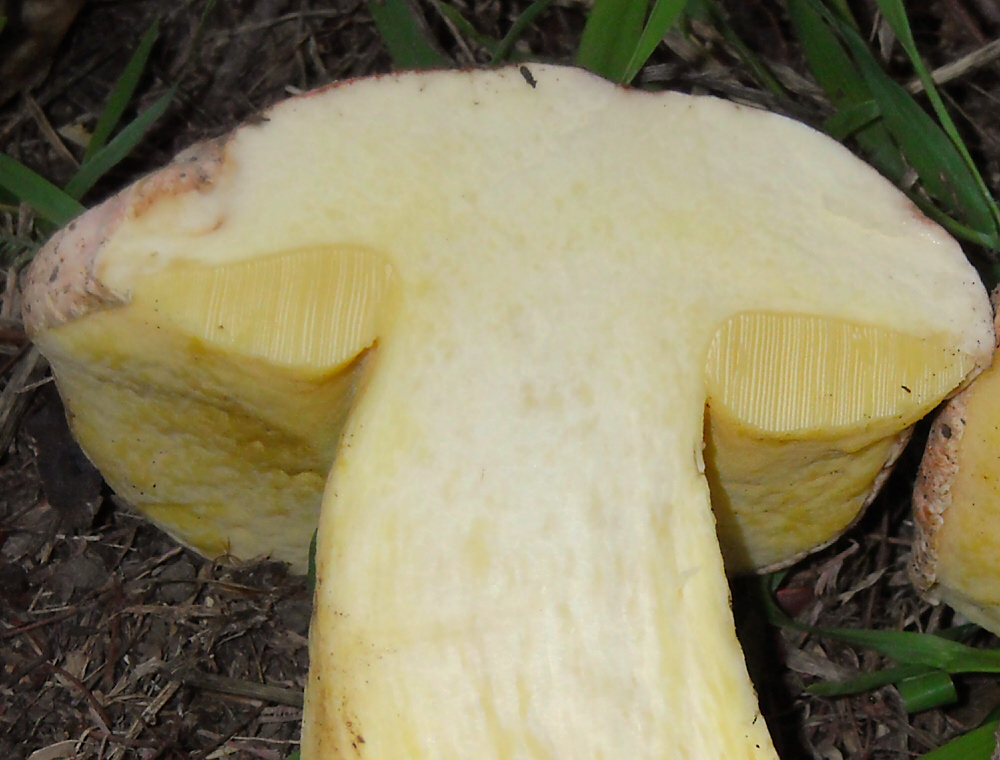
Typickým znakem sekce Appendiculati je žlutá nebo nažloutlá dužnina - na snímku hřib královský (Boletus regius)

Póry okrouhlé, drobné (menší než 1 milimetr), v mládí s hustým porostem cheilocystid, které zprvu vytvářejí souvislou vrstvu (pod lupou má vzhled jako jinovatka). Samotné póry jsou proto patrné až u středně vzrostlých plodnic.
Rourky mají stěny od mládí žluté.
Třeň je žlutý či nažloutlý, mohou se objevovat i růžové zóny, povrch kryje síťka, která však může být vyvinuta jen ve svrchní části.
Dužnina je rovněž žlutá nebo žlutavá, nikdy hořké chuti.

## Zástupci
Následující seznam není kompletní, obsahuje především středoevropské druhy a dále jim podobné taxony, které se vyskytují v Severní Americe.
| obrázek                   | český název      | odborný název               | klobouk                         | třeň                  | modrání  | mykorhiza              | výskyt |
| ------------------------- | ---------------- | --------------------------- | ------------------------------- | --------------------- | -------- | ---------------------- | ------ |
| Boletus fechtneri         | hřib Fechtnerův  | Boletus fechtneri           | stříbřitý, nahnědlý, narůžovělý | někdy s růžovou zónou | středně  | listnáče               | Evropa |
| Boletus speciosus         | hřib hnědorůžový | Boletus speciosus           | hnědorůžový                     | často s růžovou zónou | středně  | listnáče               | USA    |
| Boletus subappendiculatus | hřib horský      | Boletus subappendiculatus   | světle hnědý                    | narezavělá báze       | nepatrně | jehličnany             | Evropa |
| Boletus regius            | hřib královský   | Boletus regius s. Krombholz | růžový až hnědorůžový           | začervenalá báze      | nemodrá  | listnáče               | Evropa |
| Boletus regius            |                  | Boletus regius s. Thiers    | růžový až hnědý                 | začervenalá báze      | mírně    | listnáče jehličnany    | USA    |
| Boletus appendiculatus    | hřib přívěskatý  | Boletus appendiculatus      | odstíny hnědé                   | žlutý                 | nepatrně | listnáče               | Evropa |
| Boletus fuscoroseus       | hřib růžovník    | Boletus fuscoroseus         | hnědorůžový                     | často s růžovou zónou | středně  | listnáče               | Evropa |
|                           | hřib šedorůžový  | Boletus roseogriseus        | šedorůžový                      | bez růžové zóny       | středně  | jehličnany             | Evropa |
| Boletus auripes           | hřib zlatonohý   | Boletus auripes             | zlatohnědý                      | zlatožlutý            | nemodrá  | listnáče               | USA    |
| Boletus aureissimus       |                  | Boletus aureissimus         | medově zlatý                    | zlatožlutý            | nemodrá  | duby borovice karibská | USA    |
|                           |                  | Boletus roseoflavus         | růžový                          | žlutý                 | modrá    |                        | Čína   |

## Rozšíření
Hřiby sekce Appendiculati se vyskytují na severní polokouli. V Evropě se vyskytují druhy hřib královský, přívěskatý, růžovník, Fechtnerův a horský. Hřib hnědorůžový (Boletus speciosus) známý z USA byl původně ztotožňován s evropským hřibem růžovníkem, ale pozdější výzkum potvrdil, že jde o dva oddělené druhy (ve starší literatuře jsou z těchto důvodů názvy obou uváděny jako synonyma). V USA se dále vyskytují druhy královský a zlatonohý.